# 山崎崇史
山崎 崇史（やまさき たかふみ、1974年5月6日 - ）は、日本の俳優 である。所属事務所はMILLENNIUM PRO。福岡県出身。身長174cm。体重78kg。特技：剣道一段・殺陣・読経。

## 出演

### テレビドラマ
- 武蔵 MUSASHI NHK
- DREAMドリーム～90日で1億円～ NHK
- セレブと貧乏太郎（レギュラー）CX
- 恋するトップレディー CX
- 美女か野獣 CX
- 顔 CX
- ファイティングガール CX
- 交渉人〜THE NEGOTIATOR〜（レギュラー）EX
- 四つの嘘（レギュラー）EX
- 7人の女弁護士 EX
- サラリーマン金太郎 EX
- 黒革の手帖 EX
- MBOマネジメント・バイアウト～経営権争奪・企業買収の行方～ WOWOW
- 100万回言えばよかった
- 単発ドラマ他多数

### 映画
- 東映「夜を賭けて」（金守珍監督）
- 東宝「13階段」（長澤雅彦監督）

### 舞台
- 北条時宗（脚本：井上由美子・樫田正剛　演出：村上祐二　劇場：明治座
- あたっくNO.1（脚本：樫田正剛　演出：松田秀知　劇場：東京芸術劇場）　他多数